# Jurij Stepanov
Jurij Stepanov (ryska: Юрий Степанов), född 20 augusti 1932 i Leningrad (Sankt Petersburg), död 13 september 1963 i samma stad, var en sovjetisk friidrottare som främst var specialiserad på höjd- och längdhopp. Stepanov är mest känd för att ha satt världsrekord i höjdhopp 1957 med ett hopp på 2,16 meter.
Sepanov började träna friidrott vid 17 års ålder 1950. 1953 blev han tvåa i de sovjetiska mästerskapen i höjdhopp (en placering som han upprepade 1957). 1954 blev han sovjetisk mästare i höjd och hade vid detta års utgång ett personligt rekord på respektabla 1,98 meter. Parallellt med höjdhoppandet tävlade Stepanov även i längdhopp, och vann 1956 en nationell tävling på 7,43 m. Detta resulterade i att han blev uttagen till OS i Melbourne 1956. På grund av en benskada kom han dock aldrig till start i detta mästerskap.
1957 blev i stället hans stora år. 13 juli satte han i Sankt Petersburg nytt världsrekord i höjdhopp med resultatet 2,16 m. Detta skedde i en stadskamp mellan dåvarande Leningrad och Helsingfors. Rekordet var dock ingalunga okontroversiellt. Närbilder från tävlingen visade nämligen att Stepanov använt sig av skor med tjock, porös sula med en viss fjädrande effekt. Sovjets friidrottsförbund hävdade att syftet med sulan var skadeförebyggande, och då skornas utformning vid tävlingstillfället ej var reglerat, kom rekordet att bli godkänt. I utländsk press blev det dock en viss mediastorm och det internationella friidrottsförbundet (IAAF) kom efter denna tävling att ändra sina regler så att maximalt tillåten tjocklek på skosulor för användande i höjdhoppstävlingar blev 12 mm.
Med rekordhoppet kom Stepanov att bryta en 44-årig amerikansk dominans på världsrekordtronen i höjdhopp. All uppmärksamhet i media kom dock att inverka starkt negativt på Stepanov, eftersom han utmålades som fuskare i utländska medier. Förvisso blev han sovjetisk mästare i höjdhopp också 1958, men året därpå utvecklade Stepanov en allt mer allvarlig depression, som resulterade i inläggelse på mentalsjukhus samma år och i förlängningen alkoholism, skilsmässa 1961 och självmord 1963.